# 1971
- Wikisource

| Calendário gregoriano                                                        | 1971 MCMLXXI                        |
| Ab urbe condita                                                              | 2724                                |
| Calendário arménio                                                           | 1420 – 1421                         |
| Calendário bahá'í                                                            | 127 – 128                           |
| Calendário budista                                                           | 2515                                |
| Calendário chinês                                                            | 4667 – 4668 Início a 27 de janeiro  |
| Calendário copta                                                             | 1687 – 1688                         |
| Calendário etíope                                                            | 1963 – 1964                         |
| Calendários hindus - Vikram Samvat - Calendário nacional indiano - Cáli Iuga | 2026 – 2027 1892 – 1893 5071 – 5072 |
| Calendário Holoceno                                                          | 11971                               |
| Calendário islâmico                                                          | 1391 – 1392                         |
| Calendário judaico                                                           | 5731 – 5732 Início a 20 de setembro |
| Calendário persa                                                             | 1349 – 1350 Início a 21 de março    |
| Calendário rúnico                                                            | 2221                                |
| Calendário solar tailandês                                                   | 2514                                |

1971 (MCMLXXI, na numeração romana) foi um ano comum do século XX que começou numa sexta-feira, segundo o calendário gregoriano. A sua letra dominical foi C. A terça-feira de Carnaval ocorreu a 23 de fevereiro e o domingo de Páscoa a 11 de abril. Segundo o horóscopo chinês, foi o ano do Porco, começando a 27 de janeiro.

| Evento                                                   | Data            | Hora  |
| -------------------------------------------------------- | --------------- | ----- |
| Aquário                                                  | 20 de janeiro   | 17:13 |
| Peixes                                                   | 19 de fevereiro | 07:27 |
| primavera no hemisfério norte e outono no hemisfério sul |                 |       |
| Carneiro/equinócio                                       | 21 de março     | 06:39 |
| Touro                                                    | 20 de abril     | 17:55 |
| Gémeos                                                   | 21 de maio      | 17:16 |
| verão no hemisfério norte e inverno no hemisfério Sul    |                 |       |
| Caranguejo/solstício                                     | 22 de junho     | 01:20 |
| Leão                                                     | 23 de julho     | 12:15 |
| Virgem                                                   | 23 de agosto    | 19:16 |
| Outono no Hemisfério Norte e Primavera no Hemisfério Sul |                 |       |
| Balança/equinócio                                        | 23 de setembro  | 16:45 |
| Escorpião                                                | 24 de outubro   | 01:54 |
| Sagitário                                                | 22 de novembro  | 23:14 |
| inverno no hemisfério norte e verão no hemisfério sul    |                 |       |
| Capricórnio/solstício                                    | 22 de dezembro  | 12:24 |

| UTC: Madeira, Guiné-Bissau e São Tomé e Príncipe Subtrair (-): 1 h nos Açores e Cabo Verde 2 h nas Ilhas oceânicas brasileiras 3 h em Brasília, em Goiás, na Amazônia Oriental Brasileira e no nordeste, sudeste e sul brasileiros 4 h na Amazônia Ocidental Brasileira, Mato Grosso e Mato Grosso do Sul 5 h no Acre e sudoeste do Amazonas Adicionar (+): 1 h Portugal Continental, em Angola e Guiné Equatorial 2 h em Moçambique 8 h em Macau 9 h em Timor-Leste. |
| Adicionar uma hora durante a vigência do horário de verão: Portugal Continental : Não houve horário de verão em 1971 |

| Ano completo                       |
| ---------------------------------- |
| Ano comum com início à sexta-feira |

## Eventos
Ano Internacional da Luta contra o Racismo e a Discriminação Racial, pela ONU.

### Janeiro
- 25 de Janeiro - Idi Amin Dada depõe Milton Obote com um golpe de estado e torna-se presidente de Uganda.

### Fevereiro
- 5 de Fevereiro - O módulo Antares (Apollo 14) do Programa Apollo, desenvolvido pela NASA, pousou na cratera Fra Mauro da superfície lunar.
- 11 de Fevereiro - Estados Unidos, Reino Unido, União Soviética e outros países, assinam o Tratado sobre a Proibição da Colocação de Armas Nucleares e Outras Armas de Destruição em Massa no Leito do Mar e no Fundo do Oceano e em seu subsolo, banindo as armas nucleares, adotado no Brasil em 1988.
- 13 de Fevereiro - Guerra do Vietnã: com suporte aéreo e de artilharia estadunidense, o Vietnã do Sul invade o Laos.

### Março
- 12 de Março - Hafez al-Assad torna-se presidente da Síria.
- 26 de Março - O Paquistão do Leste (posteriormente Bangladesh) declara sua independência do Paquistão.
- 28 de março - É realizado o último episódio do programa The Ed Sullivan Show.

### Abril

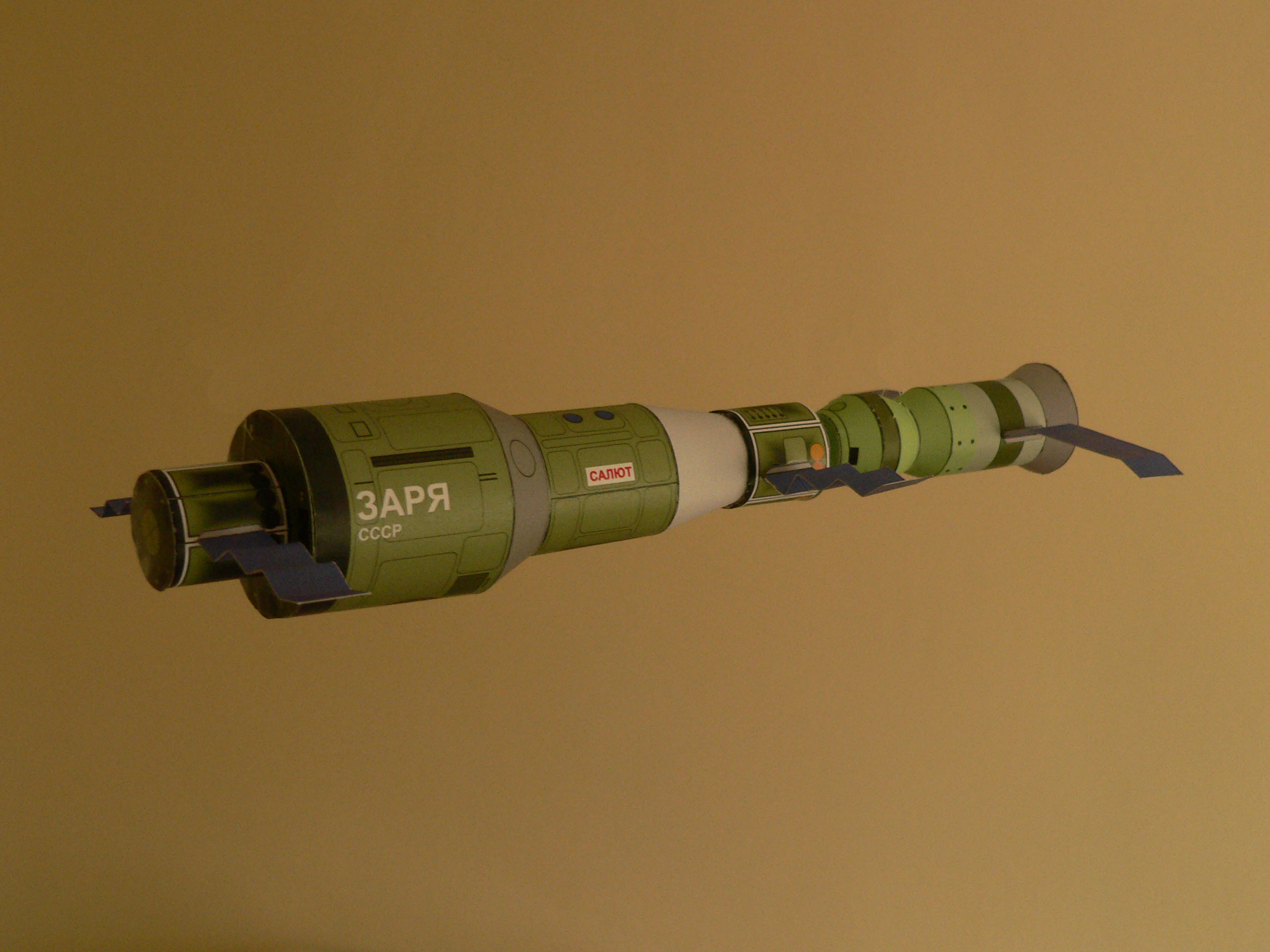
19 de abril: Representação da Salyut 1, a primeira estação espacial.

- 17 de Abril - Líbia, Síria e Egito assinam um tratado para formar uma confederação.
- 19 de Abril
  - Serra Leoa torna-se uma república, e Siaka Stevens o presidente.
  - Lançamento da Salyut 1, a primeira estação espacial.
- 24 de Abril - 500 mil pessoas marcham contra a Guerra do Vietnam em Washington, DC.

### Maio
- 31 de Maio - O Paquistão Oriental muda o nome para Bangladesh.

### Junho
- 17 de Junho - Representantes do Japão e dos Estados Unidos assinam o Okinawa Reversion Agreement, acordando a devolução do controle de Okinawa.
- 20 de Junho - Primeiro episódio de Chaves

### Julho
- 5 de Julho - Direito ao voto: A idade de votar nos Estados Unidos é reduzida dos 21 para os 18 anos (através da 26ª emenda à Constituição, aprovada pelo Presidente Richard Nixon).
- 9 de Julho - A Grã-Bretanha envia mais 500 soldados para a Irlanda do Norte.
- 16 de Julho - O General Franco nomeia o príncipe Juan Carlos seu sucessor.
- 20 de Julho Nasce a atriz canadense Sandra Oh.

### Agosto
- 9 de Agosto - A Índia assina um tratado de amizade e cooperação válido por 20 anos com a União Soviética.
- 14 de Agosto - O Emirado do Barém declara a independência.
- 18 de Agosto - Guerra do Vietnã: A Austrália e a Nova Zelândia decidem retirar as suas tropas do Vietnã.
- 26 de Agosto - Governo civil na Grécia.

### Setembro
- 3 de Setembro - O Catar volta a ganhar a sua independência do Reino Unido.

### Outubro
- 1 de Outubro - O Walt Disney World e o Parque Magic Kingdom, é Inaugurado em Orlando, nos Estados Unidos
- 25 de Outubro - A Assembleia-geral das Nações Unidas admite a República Popular da China e expulsa a auto-proclamada República da China, na Ilha de Taiwan.
- 27 de Outubro - A República Democrática do Congo muda de nome para Zaire.
- 29 de Outubro - Guerra do Vietnã: A vietnamização da guerra continua e o número de tropas dos EUA no Vietnã diminui para 196.700 homens (o  mais baixo desde janeiro de 1966).

### Novembro
- 11 de novembro - Pink Floyd lança seu sexto álbum de estúdio, Meddle
- 15 de novembro - Intel lança o primeiro microprocessador do mundo, o Intel 4004.
- 18 de Novembro - Omã torna-se independente do Reino Unido.
- 23 de Novembro - A República Popular da China ganha a vaga de Taiwan no Conselho de Segurança da ONU.
- 24 de Novembro - D. B. Cooper, um homem não identificado sequestrou um Boeing 727 no espaço aéreo entre Portland, Oregon, e Seattle, Washington, saltando de pára-quedas para nunca mais ser visto.

### Dezembro
- 2 de Dezembro - Seis xeques no Golfo Pérsico fundam os Emirados Árabes Unidos.
- 3 de Dezembro - A Guerra Indo-Paquistanesa de 1971 começa quando o Paquistão ataca 8 bases indianas. No dia seguinte, a Índia invade massivamente o leste do Paquistão.
- 16 de Dezembro - Dia da Vitória em Bangladesh: marca a rendição das tropas invasoras do Paquistão.
- Dezembro - Cimeira entre Marcelo Caetano, por parte de Portugal, entre Georges Pompidou, por parte da França e Richard Nixon, pela parte dos Estados Unidos realizada na ilha Terceira na Estalagem da Serreta.

## Nascimentos
- 19 de janeiro - Shawn Wayans, ator, produtor, roteirista e comediante americano.
- 4 de junho - Joseph Kabila, presidente da República Democrática do Congo de 2001 até 2019.
- 7 de junho - Cláudia Rodrigues, atriz e comediante brasileira.
- 16 de Junho - Tupac Shakur, rapper, poeta e ator norte-americano (m. 1996).
- 27 de Junho - Dipendra do Nepal (m. 2001).
- 20 de Julho - Sandra Oh, atriz canadense.
- 10 de Agosto - Fábio Assunção, ator brasileiro
- 06 de setembro - Dolores O'Riordan, cantora, vocalista e líder da banda irlandesa The Cranberries (m. 2018).
- 14 de setembro - Apasiri Nitibhon, supermodelo e atriz tailandesa.
- 21 de setembro - David Vetter, menino americano que viveu dentro de uma bolha a vida toda (m. 1984).
- 13 de outubro - Sacha Baron Cohen, ator, humorista e roteirista britânico.
- 20 de Outubro
  - Snoop Dogg, cantor de rap Estadunidense.
  - Dannii Minogue, atriz/cantora Australiana.

## Mortes
- 10 de Janeiro - Coco Chanel, Estilista de moda (n. 1883).
- 26 de Fevereiro - Fernandel, comediante francês  (n. 1903).
- 6 de abril - Igor Stravinsky , compositor, pianista e maestro russo (n. 1882).
- 21 de Abril - François Duvalier, médico e presidente do Haiti (n. 1907).
- 28 de Maio - Audie Murphy, herói da Segunda Guerra Mundial, ator de faroestes de baixo orçamento (n. 1924).
- 1 de Junho - Reinhold Niebuhr, teólogo norte-americano (n. 1892).
- 14 de junho - Carlos Polistico Garcia, presidente das Filipinas de 1957 a 1961 (n. 1896).
- 3 de Julho - Jim Morrison, poeta, cantor e líder da banda estadunidense The Doors. (n. 1943).
- 6 de Julho - Raimundo Irineu Serra, seringueiro, fundador da doutrina do Santo Daime (n. 1892).
- 6 de Julho - Louis Armstrong, Cantor e Músico. (n. 1901).
- 7 de setembro - Spring Byington, atriz americana (n. 1886).
- 11 de Setembro - Nikita Sergueievitch Khrushchov, político da União Soviética. Enterrado sem honras oficiais. (n. 1894).
- 12 de Setembro - Lin Biao, ministro da defesa da China. Acidente aéreo insatisfatoriamente esclarecido. (n. 1907).
- 17 de Setembro - Carlos Lamarca, militante da VPR, grupo de guerrilha brasileiro contra o Regime Militar. Morto em emboscada. (n. 1937).
- 24 de Setembro - José Gabriel da Costa, seringueiro, fundador do Centro Espírita Beneficente União do Vegetal (n. 1922).
- 12 de Outubro - Glauce Rocha, atriz brasileira (n. 1930).
- 29 de Outubro - Duane Allman, guitarrista estadunidense, co-fundador do grupo The Allman Brothers Band (n. 1946).
- 4 de Novembro - Guillermo León Valencia, Presidente da República da Colômbia de 1962 a 1966 (n. 1909).
- 11 de novembro - Josephine Dillon, atriz e professora de atuação estadunidense (n. 1884).
- 17 de novembro - Gladys Cooper, atriz britânica (n. 1888).

## Prêmio Nobel
- Física - Dennis Gabor.
- Química - Gerhard Herzberg.
- Medicina - Earl Sutherland.
- Literatura - Pablo Neruda.
- Paz - Willy Brandt.[1]
- Economia - Simon Kuznets.[2]

## Epacta e idade da Lua
| Epacta gregoriana | 6 (VI)  |
| Idade da Lua      | Letra g |

## Por tema
- 1971 na arte
- 1971 no Brasil
- 1971 na ciência
- 1971 no cinema
- Desastres em 1971
- 1971 no desporto
- 1971 na informática
- 1971 nos jogos eletrônicos
- 1971 no jornalismo
- 1971 na literatura
- 1971 na música
- 1971 na política
- 1971 no teatro
- 1971 na televisão